# Syrphophagus pacificus
Syrphophagus pacificus är en stekelart som beskrevs av Sharkov 1995. Syrphophagus pacificus ingår i släktet Syrphophagus och familjen sköldlussteklar. Inga underarter finns listade i Catalogue of Life.